# Катар на летних Олимпийских играх 2024

## Квалификация
| № п/п | Вид спорта       | Мужчины        | Мужчины                | Женщины        | Женщины                | Всего          | Всего                  |
| № п/п | Вид спорта       | Завоевано квот | Количество спортсменов | Завоевано квот | Количество спортсменов | Завоевано квот | Количество спортсменов |
| ----- | ---------------- | -------------- | ---------------------- | -------------- | ---------------------- | -------------- | ---------------------- |
| 1     | Лёгкая атлетика  | 5              | 5                      |                |                        | 5              | 5                      |
| 2     | Стрельба         | 2              | 2                      |                |                        | 2              | 2                      |
| 3     | Тяжёлая атлетика | 1              | 1                      |                |                        | 1              | 1                      |
|       | ИТОГО            | 8              | 8                      |                |                        | 8              | 8                      |

## Медали
| Медаль | Спортсмен(ы) | Вид спорта | Дисциплина | Дата |
| ------ | ------------ | ---------- | ---------- | ---- |

| Вид спорта | 1 | 2 | 3 | Всего |

| Медали по датам | Медали по датам | Медали по датам | Медали по датам | Медали по датам | Медали по датам |
| --------------- | --------------- | --------------- | --------------- | --------------- | --------------- |
| Дата            | 1               | 2               | 3               | Всего           |                 |

## Состав команды
Лёгкая атлетика
1. Абубакер Хайдар Абдалла[англ.]
2. Абдеррахман Самба[англ.]
3. Бассем Хемейда[англ.]
4. Исмаил Абакар[англ.]
5. Мутаз Баршим

 Стрельба
1. Квота1
2. Квота2

 Тяжёлая атлетика
1. Фарис Ибрахим

## Легкая атлетика
Катарские легкоатлеты выполнили нормативы для участия в Играх 2024 года, пройдя прямую квалификацию или по мировому рейтингу, в следующих соревнованиях (максимум по 3 спортсмена в каждом):
Беговые дисциплины
Мужчины
| Спортсмен               | Дисциплина | Забеги    | Забеги | Утеш. забеги | Утеш. забеги | Полуфиналы | Полуфиналы | Финал     | Финал |
| Спортсмен               | Дисциплина | Результат | Место  | Результат    | Место        | Результат  | Место      | Результат | Место |
| ----------------------- | ---------- | --------- | ------ | ------------ | ------------ | ---------- | ---------- | --------- | ----- |
| Абубакер Хайдар Абдалла | 800 м      |           |        |              |              |            |            |           |       |
| Абдеррахман Самба       | 400 м с/б  |           |        |              |              |            |            |           |       |
| Бассем Хемейда          | 400 м с/б  |           |        |              |              |            |            |           |       |
| Исмаил Абакар           | 400 м с/б  |           |        |              |              |            |            |           |       |

Технические дисциплины
Мужчины
| Спортсмен    | Дисциплина      | Полуфиналы | Полуфиналы | Финал     | Финал |
| Спортсмен    | Дисциплина      | Результат  | Место      | Результат | Место |
| ------------ | --------------- | ---------- | ---------- | --------- | ----- |
| Мутаз Баршим | Прыжки в высоту |            |            |           |       |

## Стрельба
Катар завоевал два места в различных дисциплинах олимпийского турнира стрелков через разные этапы отбора, включая Чемпионат мира по стендовой стрельбе 2022 года в Осиеке, Хорватия и чемпионат Азии по стрельбе 2023 года.
Мужчины
| Спортсмен | Дисциплина | Квалификация | Квалификация | Полуфинал | Полуфинал | Финал | Финал |
| Спортсмен | Дисциплина | Баллы        | Место        | Баллы     | Место     | Баллы | Место |
| --------- | ---------- | ------------ | ------------ | --------- | --------- | ----- | ----- |
|           | Трап       |              |              |           |           |       |       |
|           | Скит       |              |              |           |           |       |       |

## Тяжёлая атлетика
Катар получил одно место в мужских соревнованиях в соответствии с олимпийским рейтингом IWF.
| Спортсмен     | Категория         | Рывок     | Рывок | Толчок    | Толчок | Всего | Место |
| Спортсмен     | Категория         | Результат | Место | Результат | Место  | Всего | Место |
| ------------- | ----------------- | --------- | ----- | --------- | ------ | ----- | ----- |
| Фарис Ибрахим | Мужчины до 102 кг |           |       |           |        |       |       |